# Países nórdicos

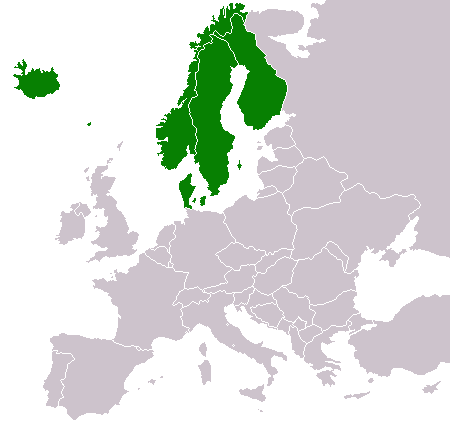
Países nórdicos en Europa

Los países nórdicos son una región geográfica y cultural que comprenden cinco Estados: Dinamarca, Finlandia, Islandia, Noruega y Suecia. Además, se incluyen también la provincia autónoma finlandesa de Åland, las naciones constituyentes danesas de Groenlandia y las Islas Feroe, y los archipiélagos dependientes noruegos de Svalbard y Jan Mayen. Los países nórdicos tienen mucho en común en cuanto a forma de vida, historia, idioma y estructura social. Cabe señalar que las islas Orcadas y las islas Shetland, conocidas como las islas del Norte (situadas al norte de Escocia), comparten lazos culturales o étnicos con las naciones nórdicas y, en ocasiones, entran dentro de la clasificación.
A pesar de sus casi 3,5 millones de kilómetros cuadrados de superficie, más de la mitad de su territorio es inhabitable y está formado por capas de hielo y icebergs, sobre todo en Groenlandia. En enero de 2014, su población conjunta era de algo más de 26 millones de habitantes. Los países nórdicos obtienen los primeros puestos en una gran cantidad de indicadores mundiales, incluyendo educación, economía, competitividad, derechos civiles, calidad de vida y desarrollo humano.
La mayor parte de la población de Finlandia tiene un origen étnico distinto al de los suecos, noruegos y daneses, además de un idioma —el finés— perteneciente a una familia lingüística completamente diferente. A pesar de esto, el estatus del sueco como segundo idioma oficial y los estrechos vínculos históricos y culturales dados por 550 años de dominación sueca llevan a que se la considere parte del conjunto.
Los cinco países nórdicos y las tres dependencias con un estatus especial conforman el Consejo Nórdico, una organización interparlamentaria de cooperación. Su órgano directivo y gestor es el Consejo Nórdico de Ministros.

## Etimología y concepto de países nórdicos
Los países nórdicos se refiere inequívocamente al Reino de Dinamarca, Finlandia, Suecia, Noruega e Islandia, incluyendo sus territorios dependientes —Åland—. El término deriva de la palabra Norden, utilizada en las lenguas nórdicas, y que significa literalmente «las tierras nórdicas».
Escandinavia hace referencia a la península escandinava, que incluye a la Noruega continental, Suecia y la parte más noroccidental de Finlandia. Sin embargo, este término se ha ido extendiendo hasta referirse a las monarquías de Dinamarca, Suecia y Noruega. Fuera del norte de Europa, el término Escandinavia se usa a menudo de forma incorrecta como sinónimo de los países nórdicos.
Fenoscandia se refiere a la región que incluye la península escandinava, Finlandia, la península de Kola y Carelia. Este término está generalmente restringido a su uso en geología.
El casquete nórdico está formado por las provincias y condados de Laponia finlandesa en Finlandia, Finnmark, Nordland y Troms en Noruega y Laponia sueca y Norrbotten en Suecia.
La región de Barents está formada por el casquete nórdico, las regiones de Ostrobotnia del Norte y Kainuu en Finlandia, la provincia sueca de Västerbotten, los óblast rusos de Arcángel y Múrmansk, el distrito autónomo de Nenetsia y las repúblicas de Carelia y Komi.
Europa Septentrional incluye, además de los países nórdicos, los países bálticos, y en ocasiones también el Reino Unido, Irlanda, las islas del Canal y la isla de Man.

## Historia

### Línea de tiempo
| Siglo                                    | Entidades políticas de los países nórdicos                 | Entidades políticas de los países nórdicos                      | Entidades políticas de los países nórdicos    | Entidades políticas de los países nórdicos | Entidades políticas de los países nórdicos          | Entidades políticas de los países nórdicos      | Entidades políticas de los países nórdicos      | Entidades políticas de los países nórdicos |
| ---------------------------------------- | ---------------------------------------------------------- | --------------------------------------------------------------- | --------------------------------------------- | ------------------------------------------ | --------------------------------------------------- | ----------------------------------------------- | ----------------------------------------------- | ------------------------------------------ |
| Siglo                                    | Daneses                                                    | Islandeses                                                      | Feroeses                                      | Groenlandeses                              | Noruegos                                            | Suecos                                          | Suecos                                          | Finlandeses                                |
| X                                        | Dinamarca (936-1397)                                       | Mancomunidad Islandesa (930-1262)                               | Reino hereditario de Noruega (872-1397)       | Reino hereditario de Noruega (872-1397)    | Reino hereditario de Noruega (872-1397)             | Suecia (¿-1397)                                 | Suecia (¿-1397)                                 |                                            |
| XI                                       | Dinamarca (936-1397)                                       | Mancomunidad Islandesa (930-1262)                               | Reino hereditario de Noruega (872-1397)       | Reino hereditario de Noruega (872-1397)    | Reino hereditario de Noruega (872-1397)             | Suecia (¿-1397)                                 | Suecia (¿-1397)                                 |                                            |
| XII                                      | Dinamarca (936-1397)                                       | Mancomunidad Islandesa (930-1262)                               | Reino hereditario de Noruega (872-1397)       | Reino hereditario de Noruega (872-1397)    | Reino hereditario de Noruega (872-1397)             | Suecia (¿-1397)                                 | Suecia (¿-1397)                                 | Suecia (¿-1397)                            |
| XIII                                     | Dinamarca (936-1397)                                       | Reino hereditario de Noruega (872-1397)                         | Reino hereditario de Noruega (872-1397)       | Reino hereditario de Noruega (872-1397)    | Reino hereditario de Noruega (872-1397)             | Suecia (¿-1397)                                 | Suecia (¿-1397)                                 | Suecia (¿-1397)                            |
| XIV                                      | Dinamarca (936-1397)                                       | Reino hereditario de Noruega (872-1397)                         | Reino hereditario de Noruega (872-1397)       | Reino hereditario de Noruega (872-1397)    | Reino hereditario de Noruega (872-1397)             | Suecia (¿-1397)                                 | Suecia (¿-1397)                                 | Suecia (¿-1397)                            |
| XV                                       | Unión de Kalmar (1397-1523)                                | Unión de Kalmar (1397-1523)                                     | Unión de Kalmar (1397-1523)                   | Unión de Kalmar (1397-1523)                | Unión de Kalmar (1397-1523)                         | Unión de Kalmar (1397-1523)                     | Unión de Kalmar (1397-1523)                     | Unión de Kalmar (1397-1523)                |
| XVI                                      | Unión de Kalmar (1397-1523)                                | Unión de Kalmar (1397-1523)                                     | Unión de Kalmar (1397-1523)                   | Unión de Kalmar (1397-1523)                | Unión de Kalmar (1397-1523)                         | Unión de Kalmar (1397-1523)                     | Unión de Kalmar (1397-1523)                     | Unión de Kalmar (1397-1523)                |
| Reino de Dinamarca y Noruega (1523-1814) | Reino de Dinamarca y Noruega (1523-1814)                   | Reino de Dinamarca y Noruega (1523-1814)                        | Reino de Dinamarca y Noruega (1523-1814)      | Reino de Dinamarca y Noruega (1523-1814)   | Suecia (1523-1814) Suecia-Finlandia (1721-1809)     | Suecia (1523-1814) Suecia-Finlandia (1721-1809) | Suecia (1523-1814) Suecia-Finlandia (1721-1809) |                                            |
| Reino de Dinamarca y Noruega (1523-1814) | Reino de Dinamarca y Noruega (1523-1814)                   | Reino de Dinamarca y Noruega (1523-1814)                        | Reino de Dinamarca y Noruega (1523-1814)      | Reino de Dinamarca y Noruega (1523-1814)   | Suecia (1523-1814) Suecia-Finlandia (1721-1809)     | Suecia (1523-1814) Suecia-Finlandia (1721-1809) | Suecia (1523-1814) Suecia-Finlandia (1721-1809) | XVII                                       |
| Reino de Dinamarca y Noruega (1523-1814) | Reino de Dinamarca y Noruega (1523-1814)                   | Reino de Dinamarca y Noruega (1523-1814)                        | Reino de Dinamarca y Noruega (1523-1814)      | Reino de Dinamarca y Noruega (1523-1814)   | Suecia (1523-1814) Suecia-Finlandia (1721-1809)     | Suecia (1523-1814) Suecia-Finlandia (1721-1809) | Suecia (1523-1814) Suecia-Finlandia (1721-1809) | XVIII                                      |
| XIX                                      | Dinamarca (1814-1918)                                      | Dinamarca (1814-1918)                                           | Dinamarca (1814-1918)                         | Dinamarca (1814-1918)                      | Suecia (1523-1814) Suecia-Finlandia (1721-1809)     | Suecia (1523-1814) Suecia-Finlandia (1721-1809) | Suecia (1523-1814) Suecia-Finlandia (1721-1809) | Dinamarca (hasta 1814)                     |
| XIX                                      | Dinamarca (1814-1918)                                      | Dinamarca (1814-1918)                                           | Dinamarca (1814-1918)                         | Dinamarca (1814-1918)                      | Suecia (1523-1814) Suecia-Finlandia (1721-1809)     | Suecia (1523-1814) Suecia-Finlandia (1721-1809) | Suecia (1523-1814) Suecia-Finlandia (1721-1809) | Noruega (1814)                             |
| XIX                                      | Dinamarca (1814-1918)                                      | Dinamarca (1814-1918)                                           | Dinamarca (1814-1918)                         | Dinamarca (1814-1918)                      | Unión entre Suecia y Noruega (1814-1905)            |                                                 |                                                 |                                            |
| XIX                                      | Dinamarca (1814-1918)                                      | Dinamarca (1814-1918)                                           | Dinamarca (1814-1918)                         | Dinamarca (1814-1918)                      | Gran ducado de Finlandia (Imperio Ruso) (1809-1917) |                                                 |                                                 |                                            |
| XX                                       | Dinamarca (1814-1918)                                      | Dinamarca (1814-1918)                                           | Dinamarca (1814-1918)                         | Dinamarca (1814-1918)                      |                                                     |                                                 |                                                 |                                            |
| Dinamarca (1918-...)                     | Reino de Islandia unión personal con Dinamarca (1918-1944) | Dinamarca (1918-...)                                            | Dinamarca (1918-...)                          | Noruega                                    | Suecia                                              | Finlandia                                       | Finlandia                                       |                                            |
| Dinamarca (1918-...)                     | Islandia                                                   | Islas Feroe (region autónoma y país constituyente) (desde 2008) | Groenlandia (país constituyente) (desde 1979) | Noruega                                    | Suecia                                              | Åland (provincia autónoma) (desde 1920)         | Finlandia                                       |                                            |
| Dinamarca (1918-...)                     | Islandia                                                   | Islas Feroe (region autónoma y país constituyente) (desde 2008) | Groenlandia (país constituyente) (desde 1979) | Noruega                                    | Suecia                                              | Åland (provincia autónoma) (desde 1920)         | Finlandia                                       | XXI                                        |

En cursiva se indican los territorios dependientes.

## Geografía

### Clima

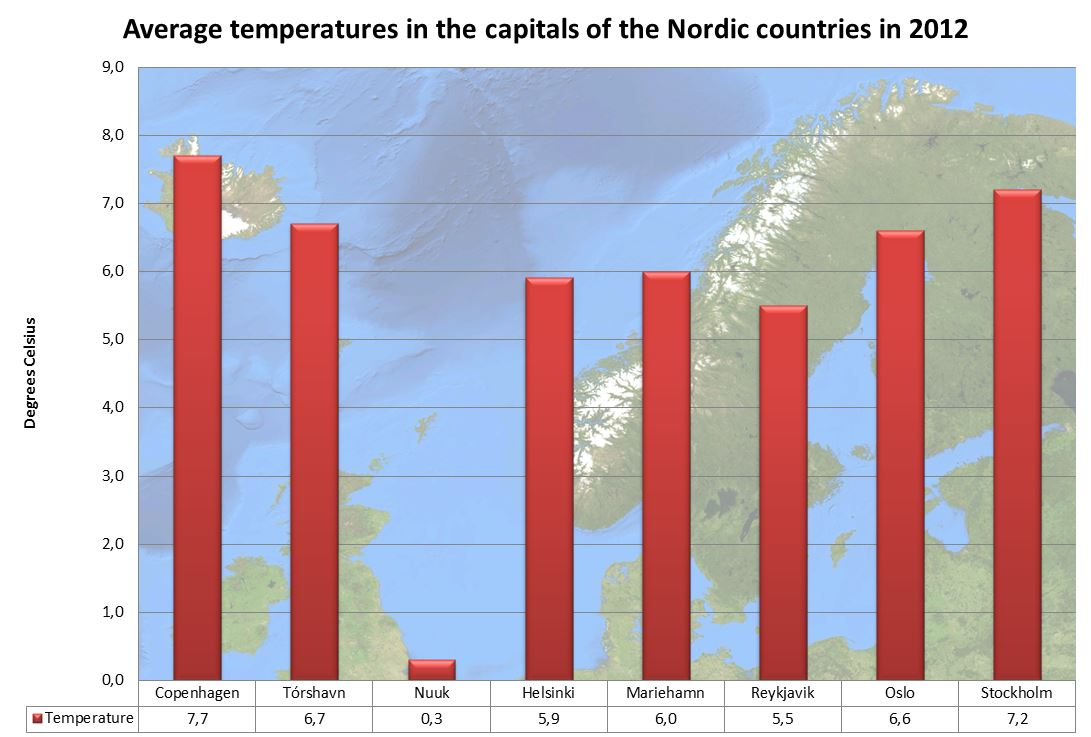
Temperaturas medias en las capitales de los países nórdicos en 2013

Los países nórdicos tienen un clima frío, pero moderado en comparación con otros países situados a latitudes similares. Esto se debe a la influencia de la corriente del Golfo, que transporta agua templada desde el estrecho de Florida. Incluso al norte los inviernos son relativamente suaves, aunque por encima del círculo polar ártico el clima es ártico con inviernos fríos y veranos cortos gran influencia en el clima de las costas occidentales de Islandia, Noruega, Dinamarca y Suecia, donde las precipitaciones son altas y la nieve apenas cubre la tierra durante el invierno. Los veranos son frescos.
Al alejarse del océano Atlántico y la corriente del Golfo las temperaturas descienden de forma importante durante el invierno. Finlandia, la mayor parte de Suecia y el sudoeste de Noruega están influenciados por el continente al este, lo que da lugar a veranos templados y largos e inviernos fríos, generalmente con nieve. Por ejemplo Bergen, en la costa oeste de Noruega, tiene normalmente una temperatura por encima de 0 °C en febrero, mientras que en Finlandia es habitual tener entre –7 y –8 °C en el mismo mes.
Las condiciones climáticas y la calidad del terreno han determinado el uso de la tierra en los países nórdicos. En la densamente poblada Dinamarca apenas queda vida salvaje. La mayoría de los dispersos bosques son plantaciones, y casi el 60 % de la superficie total del país está cultivada o ha sido convertida en jardines o parques. Por otra parte, en el resto de los países nórdicos hay todavía mucha naturaleza salvaje: solo entre el 0 % y el 9 % de su superficie se cultiva. Alrededor del 17 % de la superficie de Islandia se utiliza como pastos permanentes, y tanto Finlandia como Noruega y Suecia tienen amplias áreas forestales.

## Demografía
| País        | Capital    | Población | Área (km²) |
| ----------- | ---------- | --------- | ---------- |
| Dinamarca   | Copenhague | 5 627 235 | 43 561     |
| Finlandia   | Helsinki   | 5 451 270 | 338 432    |
| Groenlandia | Nuuk       | 56 282    | 2 166 086  |
| Islandia    | Reikiavik  | 325 671   | 103 492    |
| Islas Åland | Mariehamn  | 28 666    | 1580       |
| Islas Feroe | Tórshavn   | 48 228    | 1396       |
| Noruega     | Oslo       | 5 109 056 | 323 771    |
| Suecia      | Estocolmo  | 9 644 864 | 447 420    |

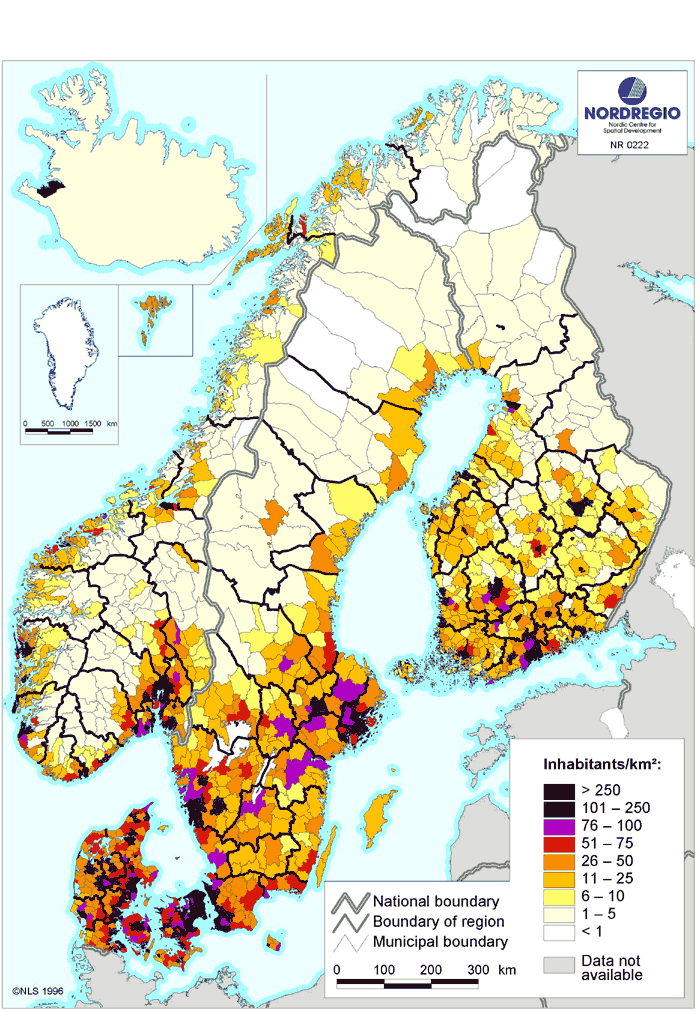
Densidad de población de los países nórdicos

A principios del siglo XX, vivían en los países nórdicos casi 12 millones de personas. Hoy en día la población se ha duplicado, situándose en más de 26 millones. La densidad de población es de las más bajas del mundo, debido en parte a las limitaciones naturales del territorio. La península de Jutlandia, que comprende la parte continental de Dinamarca, es la zona con mayor densidad de los países nórdicos, con 130 habitantes por km². En cuatro de los cinco países nórdicos, aproximadamente el 20 % de la población se encuentra próxima a sus respectivas capitales. En Islandia este porcentaje es aún mayor, con más de un 60 % de los habitantes viviendo cerca de Reikiavik.
En los últimos 100 años, el crecimiento de la población ha sido especialmente notable en Groenlandia, donde se ha multiplicado casi por cinco, pasando de 12 000 a 56 000 habitantes. En Islandia se ha pasado de 78 000 a 322 000 personas. En las islas Feroe se ha triplicado, de 15 000 a 48 000 habitantes. La población de Suecia y Åland ha sido la única que no ha llegado a duplicarse. Desde 1990, la población total de los países nórdicos ha aumentado en 2,8 millones, un 12 %, siendo los mayores incrementos los de Islandia (27 %), Noruega (19 %) y Åland (18 %). A pesar de estos datos, algunas regiones de Finlandia, Noruega y Suecia han sufrido una cierta despoblación debido a la urbanización. Comparado con 2005, las Islas Feroe y Groenlandia han experimentado un pequeño descenso de la población, así como Islandia durante algunos periodos más cortos. Hasta el año 2035 se espera que la población de Dinamarca crezca un 8 %, mientras que para Finlandia y Suecia están previstos unos crecimientos de un 10 % y 16 % respectivamente.
La esperanza de vida está aumentando en todos los países nórdicos; sin embargo, varía mucho entre ellos. La esperanza de vida en Groenlandia era de 68,3 años para los hombres en 2011, comparada con los 80,8 años de Islandia. Las mujeres en las Islas Feroe y Åland son las que más viven, con más de 84 años. Además, la población está envejeciendo, y se espera que para 2040 el 8,4 % de la misma sea mayor de 80 años, comparado con el 4,7 % de 2013. Esto se debe principalmente a que la tasa de mortalidad se ha reducido en prácticamente todas las franjas de edad, acompañado de una baja tasa de natalidad durante el mismo periodo. En los próximos 25 años, la relación de dependencia demográfica tendrá su mayor aumento en Finlandia y Åland. De acuerdo con las predicciones más recientes sobre la población, en estos lugares se espera que la población adulta mayor de 65 años sea de más de un 50 % en 2030. En Suecia y Dinamarca se prevén unos aumentos moderados en las próximas décadas, mientras que Islandia y Noruega parecen mantener la proporción más baja de ancianos de los países nórdicos.

### Idioma
Casi todos los idiomas de los países nórdicos pertenecen a tres grupos de lenguas diferentes: lenguas nórdicas, lenguas ugrofinesas y lenguas esquimo-aleutianas. Pese a no poseer relación entre ellas, el patrimonio lingüístico es uno de los factores más característicos de la identidad nórdica. Estos idiomas son hablados en algunas zonas fuera de sus países de origen; así por ejemplo, el finés es hablado en el norte de Suecia y Noruega y el sueco en las zonas costeras del sur y oeste de Finlandia.
El danés, feroés, islandés, noruego y sueco pertenecen a la rama nórdica de las lenguas indoeuropeas. Estos se desarrollaron a partir de un idioma común, el antiguo nórdico, pero sus diferencias se han ido acentuando durante los últimos 1000 años. Hoy en día, el danés, sueco y noruego forman un continuo dialectal y se siguen considerando mutuamente inteligibles. Estos idiomas se enseñan en todos los países nórdicos. Así, en Finlandia se estudia el sueco como asignatura obligatoria, y en Islandia, Groenlandia y las Islas Feroe el danés. Aproximadamente el 6 % de los finlandeses habla sueco como lengua materna.
En la familia de lenguas fino-bálticas, dentro de las lenguas ugrofinesas, el finés es el más ampliamente hablado en los países nórdicos. También se hablan varias lenguas sami en el norte de Finlandia, Noruega y Suecia. El carelio se habla ligeramente en Finlandia, el idioma kven en Noruega y el meänkieli en Suecia. Los finlandeses son también el grupo mayoritario de inmigrantes en Suecia, alrededor de un 4,5 % de la población total. El finés es además una lengua minoritaria de Suecia.
El groenlandés pertenece a la rama inuit de las lenguas esquimo-aleutianas y se habla en Groenlandia. Está relacionado con varios idiomas hablados en Alaska y Canadá. En 2009, una ley propia de Groenlandia eliminó el aprendizaje obligatorio del danés y su uso en labores oficiales.
Existen también otras lenguas minoritarias en los países nórdicos. El alemán es hablado por una minoría en el distrito danés de Jutlandia Meridional, y sus derechos lingüísticos y culturales están protegidos por el gobierno. Los gitanos de Finlandia, Noruega y Suecia, así como otros pueblos gitanos, tienen el derecho de conservar y desarrollar su lengua y su cultura. El yiddish es otra de las lenguas minoritarias oficiales de Suecia. Por último, también existen las lenguas de signos de Finlandia, Suecia e Islandia como minorías oficiales.

## Economía

### Datos económicos generales[12]
En color amarillo los países que forman parte de la Unión Europea; en color naranja miembros de la AELC o EFTA
| País        | PIB                | PIB        | Inflación | Desempleo | Desarrollo | Desarrollo | Exportacionesimportaciones | Exportacionesimportaciones | Exportacionesimportaciones | Moneda |
| País        | Nominal            | per cápita | Inflación | Desempleo | Gini       | HDI        | 1.º                        | 2.º                        | 3.º                        | Moneda |
| ----------- | ------------------ | ---------- | --------- | --------- | ---------- | ---------- | -------------------------- | -------------------------- | -------------------------- | ------ |
| Dinamarca   | 347.176 mill. de $ | 53.882 $   | 1.5%      | 4.9%      | 27.5       | 0.930      | Alemania                   | Suecia                     | Reino Unido Países Bajos   | DKK    |
| Groenlandia | 2.714 mill. de $   | 48.296 $   | -         | 9.1%      | 33.9       | -          | Dinamarca                  | Islandia Suecia            |                            | DKK    |
| Islas Feroe | 1.471 mill. de $   | 45.709 $   | 2.3%      | 1%        | -          | -          | Rusia Dinamarca            | Estados Unidos Alemania    | Reino Unido Dinamarca      | kr     |
| Finlandia   | 264.654 mill. de $ | 48.869 $   | 1.3%      | 6.5%      | 26.2       | 0.925      | Alemania                   | Suecia Rusia               | Países Bajos Suecia        | €      |
| Islandia    | 23.918 mill. de $  | 67.037 $   | 2.5%      | 3.8%      | 24.1       | 0.938      | Países Bajos Alemania      | España Noruega             | Reino Unido China          | ISK    |
| Noruega     | 417.627 mill. de $ | 77.975 $   | 1.9%      | 3.8%      | 24.8       | 0.889      | Reino Unido Suecia         | Alemania                   | Países Bajos China         | NOK    |
| Suecia      | 528.929 mill. de $ | 51.242 $   | 1.5%      | 7.6%      | 27.0       | 0.874      | Alemania                   | Noruega Países Bajos       | Finlandia Noruega          | SEK    |

### Energía
El norte de Europa es una de las regiones más ricas del mundo energéticamente. Además de la presencia de combustibles fósiles como petróleo y gas, los países nórdicos también tienen una buena infraestructura y tecnología para aprovechar las fuentes de energía renovables como el agua, el viento, la bioenergía y la geotermia. Especialmente Islandia y Suecia, pero también Finlandia y Noruega, tienen una importante producción de electricidad basada en la energía hidroeléctrica. La energía geotérmica es la fuente de energía más importante de Islandia, mientras que la nuclear destaca en Finlandia y Suecia.
Estas fuentes de energía, medidas en tep son, por orden de importancia: petróleo, combustibles fósiles —por ejemplo carbón y madera—, nuclear, hidráulica, geotérmica, solar y gas. En la Unión Europea, el petróleo también es la más importante, pero el gas se encuentra en el segundo puesto. La hidráulica, geotérmica y otras renovables son más importantes que en el resto de la UE. Dinamarca depende casi al completo de la energía generada mediante carbón, petróleo y gas.

## Símbolos nacionales

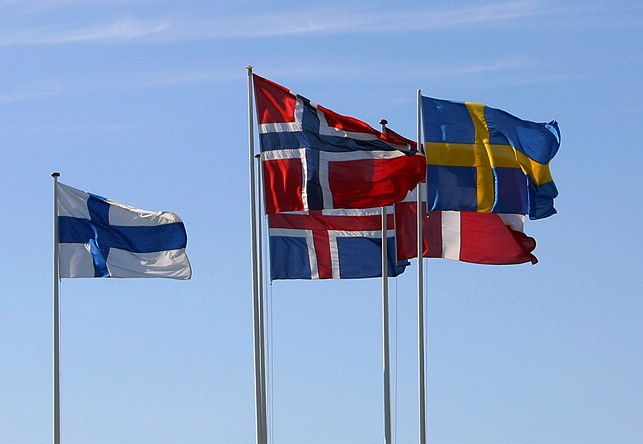
Banderas de los cinco países nórdicos

Las banderas de los países nórdicos, junto con las de otras regiones histórica y culturalmente cercanas como las islas Shetland, islas Orcadas, Tierras Altas de Escocia, Ingria, Calais, Vinlandia, Carelia, Isla de Bornholm o Vepsia, tienen un diseño similar basado en la Dannebrog, que muestra una cruz desplazada hacia la izquierda llamada cruz escandinava. Groenlandia y el pueblo sami han adoptado banderas sin esta cruz, pero ambos tienen un círculo descentrado al igual que esta.

### Galería

Bandera de Dinamarca
Bandera de Finlandia
Bandera de Noruega
Bandera de Islandia
Bandera de Suecia
Bandera de Groenlandia
Bandera de Åland
Bandera de las islas Feroe
Bandera del pueblo sami